# Desmond Howard
Desmond Kevin Howard (Cleveland, 15 maggio 1970) è un ex giocatore di football americano statunitense che ha giocato nei ruoli di wide receiver e kick returner per undici stagioni nella National Football League (NFL).
Al college giocò a football alla University of Michigan dal 1989 al 1991, vincendo l'Heisman Trophy nel 1991, il massimo riconoscimento individuale a livello universitario. Nella National Football League giocò coi Washington Redskins (1992–1994), Jacksonville Jaguars (1995), Green Bay Packers (1996, 1999), Oakland Raiders (1997–1998) e Detroit Lions (1999–2002). Howard fu votato miglior giocatore del Super Bowl XXXI, il primo e unico giocatore degli special team della storia ad ottenere tale riconoscimento. È uno dei soli quattro giocatori ad aver vinto l'Heisman Trophy e il premio di MVP del Super Bowl, insieme a Roger Staubach, Jim Plunkett e Marcus Allen. Howard è stato classificato al nono posto tra i miglior specialisti sui ritorni di tutti i tempi da NFL Network. Il 16 luglio 2011, Howard è stato inserito nella College Football Hall of Fame a South Bend, Indiana.
Attualmente lavora per ESPN come commentatore del college football.

## Carriera universitaria

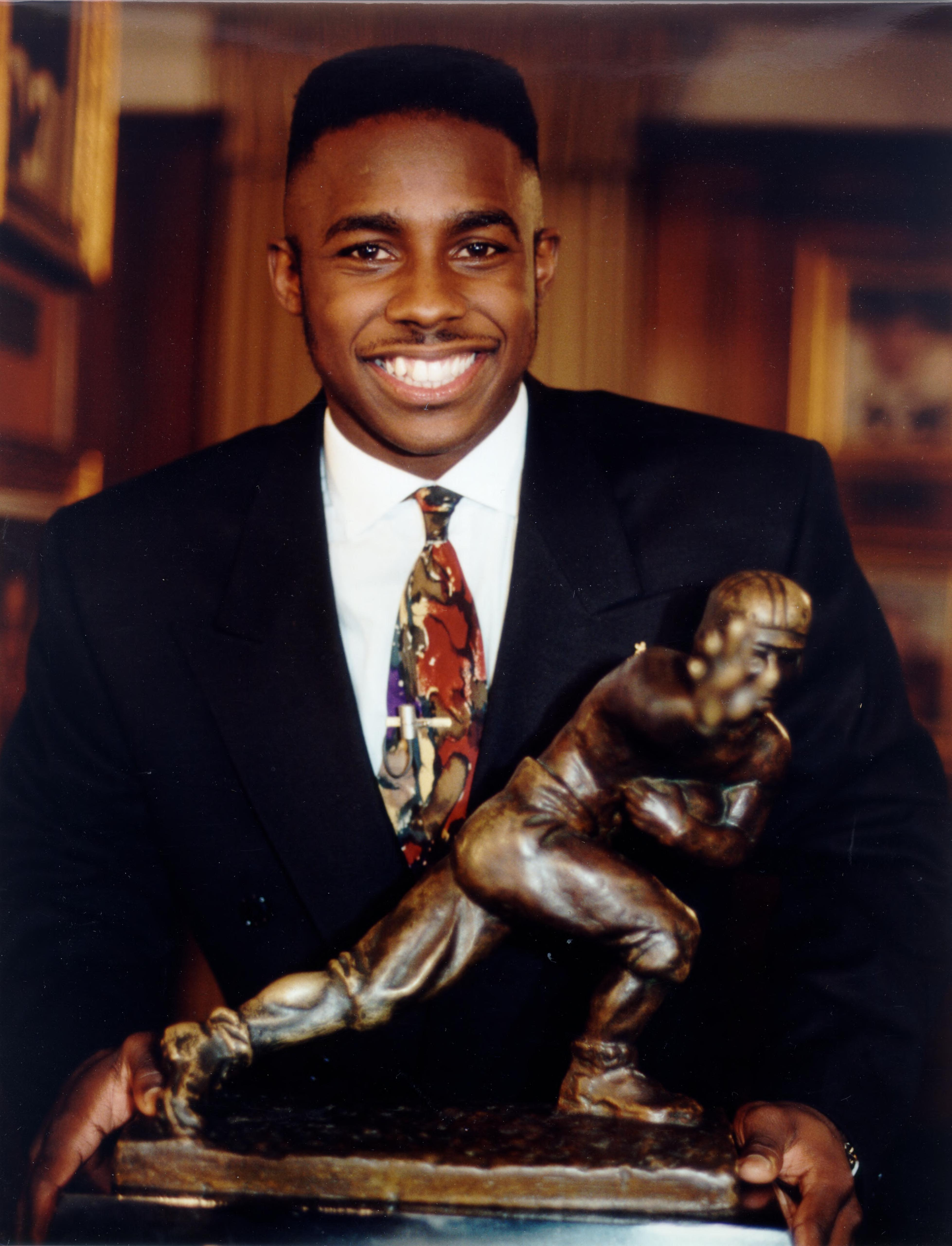
Desmond Howard con l'Heisman Trophy 1991

Durante la sua carriera al college alla University of Michigan, Howard stabilì o pareggiò cinque record NCAA e 12 record di Michigan. Inoltre guidò la Big Ten Conference in punti segnati con 138 nella stagione 1991, vincendo quell'anno Heisman Trophy, Maxwell Award, Walter Camp Award e venendo premiato come All-American. Howard ricevette l'85% di votazioni al primo posto nell'Heisman, il più alto margine della storia all'epoca. Desmond fu inserito nella College Football Hall of Fame e il suo numero 21 fu onorato all'inaugurale Michigan Football Legend (un nuovo programma che equivaleva al ritiro della maglia per un giocatore) nel 2011.

## Carriera professionistica

### Washington Redskins
Dopo il college, Howard fu scelto dai Washington Redskins come quarto assoluto nel Draft NFL 1992. Tale selezione fu considerata un lusso per i Redskins, che avevano appena vinto il Super Bowl XXVI. Infatti, i Redskins erano giunti a quella selezione avendo scambiato con i Cincinnati Bengals la loro sesta e ventottesima scelta per salire così in alto.
Le prestazioni come ricevitore di Howard furono secondarie rispetto alle sue abilità nel ritornare punt e kick off nel corso della sua carriera. Anche se ricevette solamente 92 passaggi nelle sue prime quattro stagioni, egli eccelse come ritornatore per tutta la carriera.

### Jacksonville Jaguars
Howard disputò una sola stagione con i Jacksonville Jaguars nel 1995 che lo scelsero nell'Expansion Draft NFL 1995. In quella stagione totalizzò 26 ricezioni e un touchdown, con 10 soli ritorni.

### Green Bay Packers
La sua stagione di maggior successo fu nel 1996 con la maglia dei Green Bay Packers. Howard guidò la NFL in ritorni su punt (58), yard guadagnate su ritorni di punt (875), media di yard per ritorno da punt (15,1) e punt ritornati in touchdown (3), guadagnando inoltre 460 yard su ritorni da kickoff e ricevendo 13 passaggi per 95 yard. Le sue 875 su ritorni da punt furono un record NFL, superando facilmente il precedente primato 692 yard stabilito da Fulton Walker nel 1985. Nei playoff del 1996, Howard ritornò un punt in touchdown nella gara tra Packers e San Francisco 49ers, coi Packers che raggiunsero il Super Bowl XXXI contro i New England Patriots.
I Packers erano in vantaggio 27-14 all'intervallo ma il quarterback dei Patriots Drew Bledsoe guidò la sua squadra con un veloce drive che si concluse con una corsa da 18 yard di Curtis Martin in touchdown che riportò i Patriots a una distanza di meno 6 punti nel terzo periodo. Rivitalizzati, i Patriots calciarono il successivo kickoff sulla linea delle 1 yard, ma Howard distrusse le speranze di New England con un ritorno da 99 yard in touchdown. Tale marcatura e la conseguente conversione da due punti dei Packers chiusero il punteggio della gara, con Green Bay che vinse 35-21. Bill Parcells, capo-allenatore dei Patriots, nel suo commento dopo la gara affermò: "Abbiamo avuto molti buoni momenti e la nostra difesa stava giocando meglio. Ma [Howard] ha fatto una grande giocata. Quel ritorno è stato il momento decisivo della gara. È stato grande tutto l'anno ed è stato grande anche oggi." Howard totalizzò un record del Super Bowl con 90 yard ritornare da punt e 154 ritornate da kick-off, con un touchdown; le sue 244 yard totali pareggiarono il record del Super Bowl. Questa prestazione gli fece vincere il premio di MVP della gara, facendone l'unico giocatore della storia a vincere il riconoscimento per le sue prestazioni nello special team.

### Oakland Raiders
Come Larry Brown l'anno precedente, Howard divenne free agent dopo la stagione, sfruttando l'occasione per firmare un lucrativo contratto con gli Oakland Raiders. Desmond guidò la NFL in ritorni di kickoff (61) e yard ritornate da kickoff (1.381). Howard trascorse anche la stagione 1998 coi Raiders prima di tornare ai Packers nel 1999.

### Detroit Lions
A metà della stagione 2000, il giocatore fu scambiato coi Detroit Lions, dove rimase fino al ritiro, avvenuto dopo la stagione 2002 season. In una speciale ritorno a casa, Howard segnò un touchdown come membro degli special al debutto con la maglia dei Lions. Nel febbraio, Desmond fu convocato per il suo unico Pro Bowl in veste di kick returner della NFC.

### Record NFL
- Più lungo touchdown segnato su ritorno da kickoff nella storia del Super Bowl (99 yard).
- Terzo posto di tutti i tempi per touchdown segnati su ritorno da punt (8) alla pari con Rick Upchurch e Jack Christiansen.
- Maggior numero di yard ritornate su punt in una stagione (875).

## Palmarès
- Super Bowl : 1 Vincitore del Super Bowl XXXI
- Super Bowl MVP
- Pro Bowl (2000)
- (2) All-Pro (1996, 2000)
- PFWA All-Rookie Team - 1992
- Heisman Trophy (1991)
- Giocatore degli special team dell'anno (2000)

## Statistiche
| Partite totali               | 156   |
| Yard su ricezione            | 1.597 |
| Touchdown su ricezione       | 7     |
| Yard su ritorni di kick off  | 7.959 |
| Yard su ritorni di punt      | 2.895 |
| Touchdown su ritorni di punt | 8     |